# Drachma grecka
Drachma grecka (gr. δραχμή) – oficjalna historyczna waluta Grecji, aż do czasu zastąpienia przez euro w 2002 roku.

## Historia
Pierwotna drachma była srebrną jednostką monetarną używaną w starożytnej Grecji, dzielącą się zasadniczo na 6 oboli.
Wprowadzona ponownie po wyzwoleniu spod panowania tureckiego, w 1832 roku, dzieliła się na 100 lept (kod walutowy ISO 4217 to GRD). Zastąpiła przejściową jednostkę monetarną, jaką w latach 1828-1832 był feniks. 
W styczniu 2002 zastąpiona została przez euro według kursu 340,750 drachm za 1 euro (dzielące się na 100 eurocentów, zwanych nadal w Grecji leptami).